# Philip Bourneuf
Philip Bourneuf (Somerville, 7 gennaio 1908 – Santa Monica, 23 marzo 1979) è stato un attore statunitense.

## Filmografia parziale

### Cinema
- Salute to France, regia di Jean Renoir e Garson Kanin (1944)
- Vittoria alata (Winged Victory), regia di George Cukor (1944)
- Giovanna d'Arco (Joan of Arc), regia di Victor Fleming (1948)
- La grande notte (The Big Night), regia di Joseph Losey (1951)
- Bagliori ad oriente (Thunder in the East), regia di Charles Vidor (1952)
- L'alibi era perfetto (Beyond a Reasonable Doubt), regia di Fritz Lang (1956)
- Everything But the Truth, regia di Jerry Hopper (1956)
- Le avventure di un giovane (Hemingway's Adventures of a Young Man), regia di Martin Ritt (1962)
- Lo strangolatore di Baltimora (Chamber of Horrors), regia di Hy Averback (1966)
- Il compromesso (The Arrangement), regia di Elia Kazan (1969)
- I cospiratori (The Molly Maguires), regia di Martin Ritt (1970)
- The Man, regia di Joseph Sargent (1972)
- Un marito per Tillie (Pete 'n' Tillie), regia di Martin Ritt (1972)

### Televisione
- The Philco Television Playhouse – serie TV, 4 episodi (1949-1950)
- Lights Out – serie TV, episodio 3x45 (1951)
- The Doctor – serie TV, episodio 1x05 (1952)
- Danger – serie TV, 2 episodi (1952-1954)
- You Are There – serie TV, 6 episodi (1953-1955)
- Navy Log – serie TV, episodio 1x22 (1956)
- Robert Montgomery Presents – serie TV, 3 episodi (1951-1957)
- Studio One – serie TV, 6 episodi (1949-1957)
- The Court of Last Resort – serie TV, episodio 1x04 (1957)
- Gunsmoke – serie TV, 2 episodi (1956-1958)
- Matinee Theatre – serie TV, 5 episodi (1955-1958)
- The Robert Herridge Theater – serie TV, 2 episodi (1960)
- Alfred Hitchcock presenta (Alfred Hitchcock Presents) – serie TV, 2 episodi (1958-1961)
- I detectives (The Detectives) – serie TV, episodi 3x24-3x25 (1962)
- Armstrong Circle Theatre – serie TV, 2 episodi (1957-1962)
- Carovane verso il West (Wagon Train) – serie TV, 2 episodi (1962-1963)
- Il dottor Kildare (Dr. Kildare) – serie TV, 5 episodi (1962-1965)
- Perry Mason – serie TV, 3 episodi (1960-1965)
- Squadra speciale anticrimine (The Felony Squad) – serie TV, episodio 2x01 (1967)
- Fermate l'Orient Express (Istanbul Express), regia di Richard Irving – film TV (1969)
- L'ultimo bambino (The Last Child), regia di John Llewellyn Moxey – film TV (1971)
- Lassie – serie TV, 2 episodi (1972)
- The Wide World of Mystery – serie TV, 2 episodi (1973)
- Babe, regia di Buzz Kulik – film TV (1975)